# Eggersriet
Eggersriet är en ort och kommun i distriktet Sankt Gallen i kantonen Sankt Gallen, Schweiz. Kommunen har 2 475 invånare (2023).
I den östra delen av kommunen ligger ortsdelen Grub SG. Orten Grub ligger i två olika kantoner och därmed i två olika kommuner. De båda delarna skiljs åt av en bäck. Ortsdelen Grub AR ligger i kommunen Grub i kantonen Appenzell Ausserrhoden. 